# XXVIII Korpus Armijny (III Rzesza)
XXVIII Korpus Armijny – korpus armijny Wehrmachtu, uczestniczył w ataku na Związek Radziecki.
Korpus sformowany została 20 maja 1940 roku. Uczestniczył w ataku na Związek Radziecki, gdzie walczył do 1944 roku. w styczniu 1945 roku chwilowo został przemianowany na Zgrupowanie Armijne Sambia. Otoczony przez Armię Czerwoną w tzw. kotle kurlandzikim, w maju 1945 roku oddał się do radzieckiej niewoli.

## Dowódcy korpusu
- gen. Walter Graf von Brockdorff-Ahlefeldt (1.06.1940 - 20.06.1940)
- gen. Peter Weyer (20.06.1940 - 25.11.1940)
- gen. Mauritz von Wiktorin (25.11.1940 - 30.01.1942)
- gen. Herbert Loch (27.10.1941 - 25.05.1943)
- gen. Otto Sponheimer (25.05.1943 - 30.06.1943)
- gen. Herbert Loch (30.06.1943 - 28.03.1944)
- gen. Gerhard Matzky (28.03.1944 - 20.05.1944)
- gen. Hans Gollnick (20.05.1944 - kwiecień 1945)[2]

## Struktura organizacyjna
Skład w lipcu 1943 roku:
- 12 Dywizja Polowa Luftwaffe
- 96 Dywizja Piechoty
- 61 Dywizja Piechoty
- 81 Dywizja Piechoty
- 225 Dywizja Piechoty
- 132 Dywizja Piechoty

Skład w październiku 1944 roku:
- 31 Dywizja Grenadierów Ludowych
- 21 Dywizja Piechoty
- 30 Dywizja Piechoty
- 61 Dywizja Piechoty
- 12 Dywizja Polowa Luftwaffe